# Heteralonia sipho
Heteralonia sipho är en tvåvingeart som först beskrevs av Aldrich 1928.  Heteralonia sipho ingår i släktet Heteralonia och familjen svävflugor. Inga underarter finns listade i Catalogue of Life.